# Krimmler Ache
Krimmler Ache är ett vattendrag i Österrike.   Det ligger i förbundslandet Salzburg, i den centrala delen av landet, 300 km väster om huvudstaden Wien.
Trakten runt Krimmler Ache består i huvudsak av gräsmarker. Runt Krimmler Ache är det ganska glesbefolkat, med 34 invånare per kvadratkilometer.